# 侍ニッポン
『侍ニッポン』（さむらいにっぽん）は、郡司次郎正の小説。5度にわたって映画化された。またテレビドラマ化もされた。

## 映画

### 1931年版
1931年、日活により映画化。前篇・後篇の二部作。

#### キャスト
- 新納鶴千代、井伊大老：大河内伝次郎
- 菊姫：梅村蓉子
- 結城寅寿：葛木香一
- 大沢次郎：尾上華丈
- 金子孫次郎：寺島貢

#### スタッフ
- 監督・脚本：伊藤大輔
- 原作：郡司次郎正

#### 主題歌
- 「侍ニッポン」（歌：徳山璉、作詞：西條八十、作曲：松平信博） ビクターレコードより発売。

徳山の出世作となった。1931年だけで10万枚を売り上げるヒットとなる。なお徳山は歌詞の「新納鶴千代（ニイロツルチヨ）」を「シンノウツルチヨ」と歌っている。

### 1935年版「新納鶴千代」
1935年、新興キネマにより映画化。

#### キャスト
- 新納鶴千代：阪東妻三郎
- 菊姫：山田五十鈴
- 有村次左衛門：月形龍之介
- 井伊直弼：松本泰輔
- 皆川銀次郎：浅香新八郎
- 関鉄之助：岡田喜久也
- 大沢次郎：寺島貢
- 金子孫次郎：関操
- 一條成久：荒木忍
- 戸波六平太：団徳麿
- 乳母・たね：浦辺粂子

#### スタッフ
- 監督・脚本：伊藤大輔
- 原作：郡司次郎正

### 1955年版「侍ニッポン 新納鶴千代」
1955年、東映により映画化。

#### キャスト
- 新納鶴千代：東千代之介
- 八重、吉次：田代百合子
- 由美：高杉早苗
- 井伊直弼：六代目坂東蓑助（八代目坂東三津五郎）
- ろ組の政五郎：原健策
- 佐野鉄之助：加賀邦男
- 野坂甚五兵衛：堀正夫
- 久木龍雲斎：澤村國太郎
- 皆川三左衛門：清川荘司
- 会津茂三郎：沢田清
- 馬場徳太郎：市川百々之助
- 吉村左馬之助：山形勲

#### スタッフ
- 監督：佐々木康
- 原作：郡司次郎正
- 脚本：小川正

### 1957年版
1957年、松竹により映画化。

#### キャスト
- 新納鶴千代：田村高廣
- 吉次：高千穂ひづる
- 菊乃：松山清子
- 井伊直弼：松本幸四郎
- お鶴：山田五十鈴
- 佐野竹之介：森美樹
- 木曽屋政五郎：近衛十四郎
- 松平左兵衛督：山内明
- 沢村流雲斎：石黒達也
- 野坂甚五兵衛：河野秋武
- 榊原成久：海江田譲二
- 山崎信之介：青山宏
- 黒沢忠三郎：竜崎一郎
- 海野宗信：高野真二
- 関鉄之介：山路義人
- 有村治左衛門：永田光男
- 宇津木六之丞：田中謙三
- 谷五六郎：生方功
- 桐山正蔵：滝隆二
- 森山繁之介：中田耕二
- 岡重郎：永井邦近
- 広岡子之次郎：小川雀三
- 山口辰之介：宮武要
- 泉三郎：中原伸

#### スタッフ
- 監督：大曾根辰夫
- 原作：郡司次郎正
- 脚本：久板栄二郎

### 1965年版「侍」
侍 (映画)を参照。

## テレビドラマ

### 1962年版「新納鶴千代」
1962年10月2日から同年12月25日まで、NET（現：テレビ朝日）系列で放送された。放送時間は毎週火曜21:00 - 21:30（JST）。

#### 出演者
- 東千代之介
- 市川春代
- 川喜多雄二
- 新井茂子
- 川口勝夫
- 谷口雅敏[3]

#### スタッフ
- 原作：郡司次郎正
- 脚本：大垣肇
- 演出：広渡一郎[3]

| NET系列 火曜21:00 - 21:30枠 | NET系列 火曜21:00 - 21:30枠 | NET系列 火曜21:00 - 21:30枠 |
| 前番組                      | 番組名                      | 次番組                      |
| --------------------------- | --------------------------- | --------------------------- |
| プロ野球中継 ※20:00 - 21:30 | 新納鶴千代 （ドラマ版）     | 殺陣師段平（再）            |